# Hans Marr (Schauspieler)

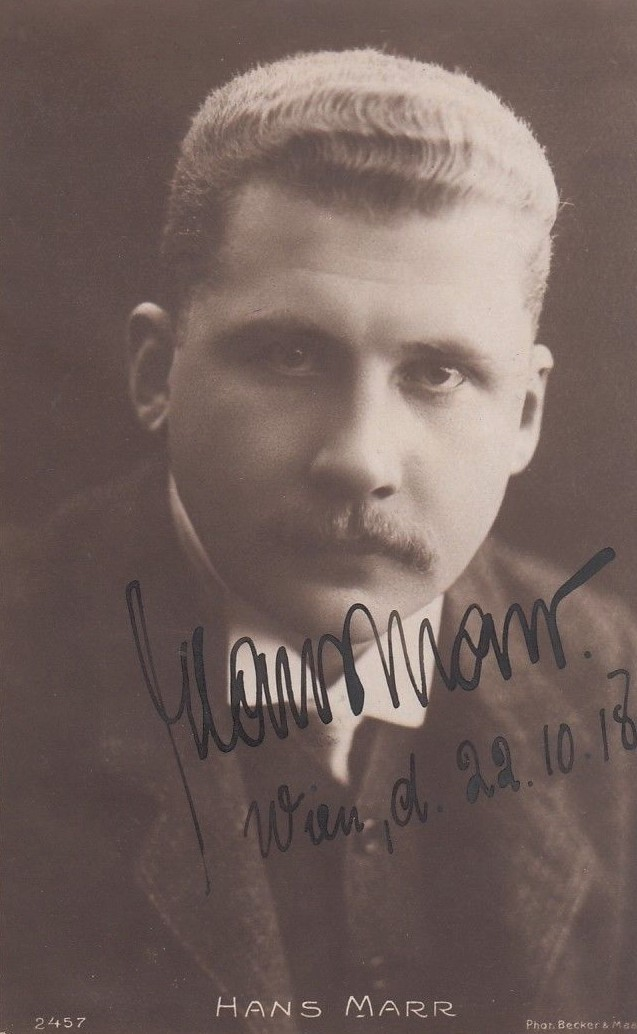
Hans Marr (um 1918)

Hans Marr, auch Hanns Marr, gebürtig Johann Julius Richter, (* 22. Juli 1878 in Breslau, Deutsches Reich; † 30. März 1949 in Wien, Österreich) war ein deutscher Schauspieler und Regisseur.

## Leben
Er begann ein Studium der Kunstgeschichte, nahm dann aber Schauspielunterricht und gab sein Debüt 1897 am Königlichen Schauspielhaus in Berlin. Seine weiteren Bühnenstationen waren Gotha und Görlitz (1898), Breslau (1901), Graz (1902) und Köln (1904).
1905 kam er an das Lessingtheater in Berlin, schließlich holte ihn 1914 Hugo Thimig an das Burgtheater in Wien, dem er abgesehen von der Zeit zwischen 1919 und 1924 bis zu seinem Tod angehörte. Der stattliche Marr war vor allem Heldendarsteller und spielte besonders in Stücken von Gerhart Hauptmann, mit dem er auch befreundet war.
Seit 1913 erhielt er Filmrollen und übernahm auch hier Charakterrollen wie die des Mose in dem Monumentalfilm Die Sklavenkönigin (1924) und gleich zweimal die Titelrolle des Wilhelm Tell (1923 und 1934, hier auch in einer französischsprachigen Version). In der Haydn-Biografie Der Musikant von Eisenstadt verkörperte er den Fürsten Esterhazy. Marr stand 1944 in der Gottbegnadeten-Liste des Reichsministeriums für Volksaufklärung und Propaganda.

## Filmografie
- 1913: Eva
- 1913: Statistinnen des Lebens
- 1917: Mir kommt keiner aus
- 1919: Der Fall Schermann
- 1919: In letzter Stunde
- 1919: Der Schriftmagier
- 1920: Steuermann Holk
- 1920: Das wandernde Bild
- 1921: Seefahrt ist not!
- 1921: Die verbotene Frucht
- 1922: Das Abenteuer des Dr. Kircheisen
- 1922: Felicitas Grolandin
- 1922: Zum Paradies der Damen (nur Co-Drehbuch)
- 1923: Wilhelm Tell
- 1923: Das Paradies im Schnee
- 1924: Die Sklavenkönigin
- 1924: Ssanin
- 1926: Die Brandstifter Europas
- 1926: Der Feldherrnhügel
- 1926: Der Balletterzherzog
- 1927: Die Beichte des Feldkuraten
- 1927: Die Strecke
- 1928: Kaiserjäger
- 1929: Die weiße Nacht
- 1931: Purpur und Waschblau
- 1931: Tänzerinnen für Süd-Amerika gesucht
- 1932: Ein süßes Geheimnis
- 1933: Der Musikant von Eisenstadt
- 1933: Großfürstin Alexandra
- 1933: Sonnenstrahl
- 1934: Nocturno
- 1934: Wilhelm Tell
- 1934: Das unsterbliche Lied (auch Regie)
- 1939: Das Glück wohnt nebenan
- 1948: Gottes Engel sind überall